# Armistice
Armistice es el segundo álbum de estudio de la banda Mutemath, lanzado el 18 de agosto de 2009.
Este álbum muestra un sonido diferente a su álbum debut homónimo, riffs más distorsionados y generalmente, más enérgico que el álbum anterior. También hace uso de nuevos instrumentos como trompetas y violín como en la canción «Armistice» y «Clipping».
El álbum fue lanzado la segunda semana de agosto vendiendo más de 18 000 copias la primera semana, alcanzó el puesto número 18 en Billboard 200 y el puesto número 4 en el Billboard Rock Chart.

## Lista de canciones
1. «The Nerve» – 2:58
2. «Backfire» – 3:22
3. «Clipping» – 4:05
4. «Spotlight (MUTEMATH)» – 3:21
5. «No Response» – 4:01
6. «Pins and Needles» – 4:05
7. «Goodbye» – 4:09
8. «Odds» – 3:01
9. «Electrify» – 3:49
10. «Armistice» – 3:54
11. «Lost Year» – 3:13
12. «Burden» – 9:06
13. «Architecture» - 4:22 (bonus track de iTunes)

hello space boi-5:35

## Sencillos
El primer sencillo desprendido de este álbum es «Spotlight». El video muestra a la banda tocando la canción con un efecto de aceleración en una furgoneta andando.
El segundo sencillo es «The Nerve», el cual no se desprende ningún video.
El tercer sencillo es «Backfire», el video, muestra a la banda con efectos de caricatura y animación
- Datos: Q643489